# Juan del Castillo (bispo)
Juan del Castillo (falecido em 1593) foi um prelado católico romano que serviu como bispo de Santiago de Cuba (1564–1578).

## Biografia
Juan del Castillo nasceu em Quintanar de la Orden, em Espanha. A 28 de abril de 1564, Juan del Castillo foi nomeado durante o papado do Papa Pio IV como Bispo de Santiago de Cuba. Em junho de 1568, foi consagrado bispo, ainda na Espanha. Serviu como Bispo de Santiago de Cuba até à sua renúncia a 3 de outubro de 1578. Faleceu em junho de 1593.